# ディヴリーイの大モスクと病院
ディヴリーイの大モスクと病院（トルコ語: Divriği Ulu Camii ve Darüşşifası）は、トルコの世界遺産の1つ。大モスク（ウル・ジャミィ）は、1228年から1229年にかけて、現地のベイリクであるメンギュジェク朝のアフメッド・シャーの手によって、スィヴァス県のディヴリーイに建設された。建築家はアフラト出身のヒュッレムシャーで、碑文にはルーム・セルジューク朝のカイクバード1世を称える文章が記されている。付属する病院（ダリュシュシファ）は、エルズィンジャンの支配者ファフレッディン・ベフラム・シャーの娘トゥラン・メレク・スルタンの発願により建設された。

## ギャラリー

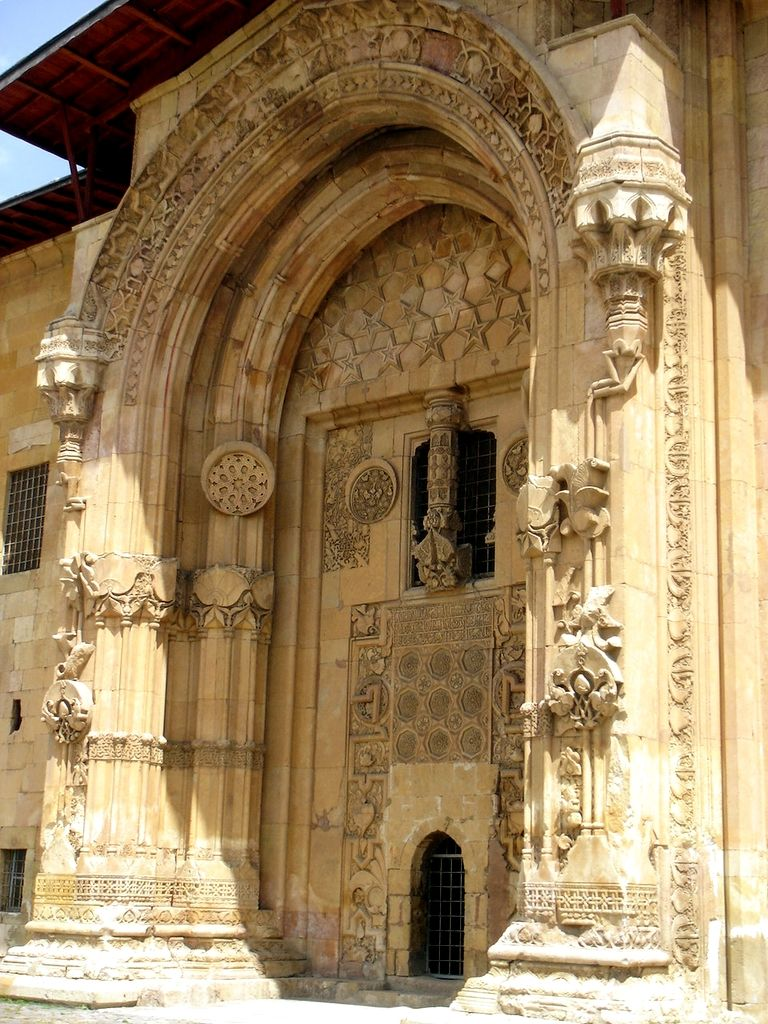
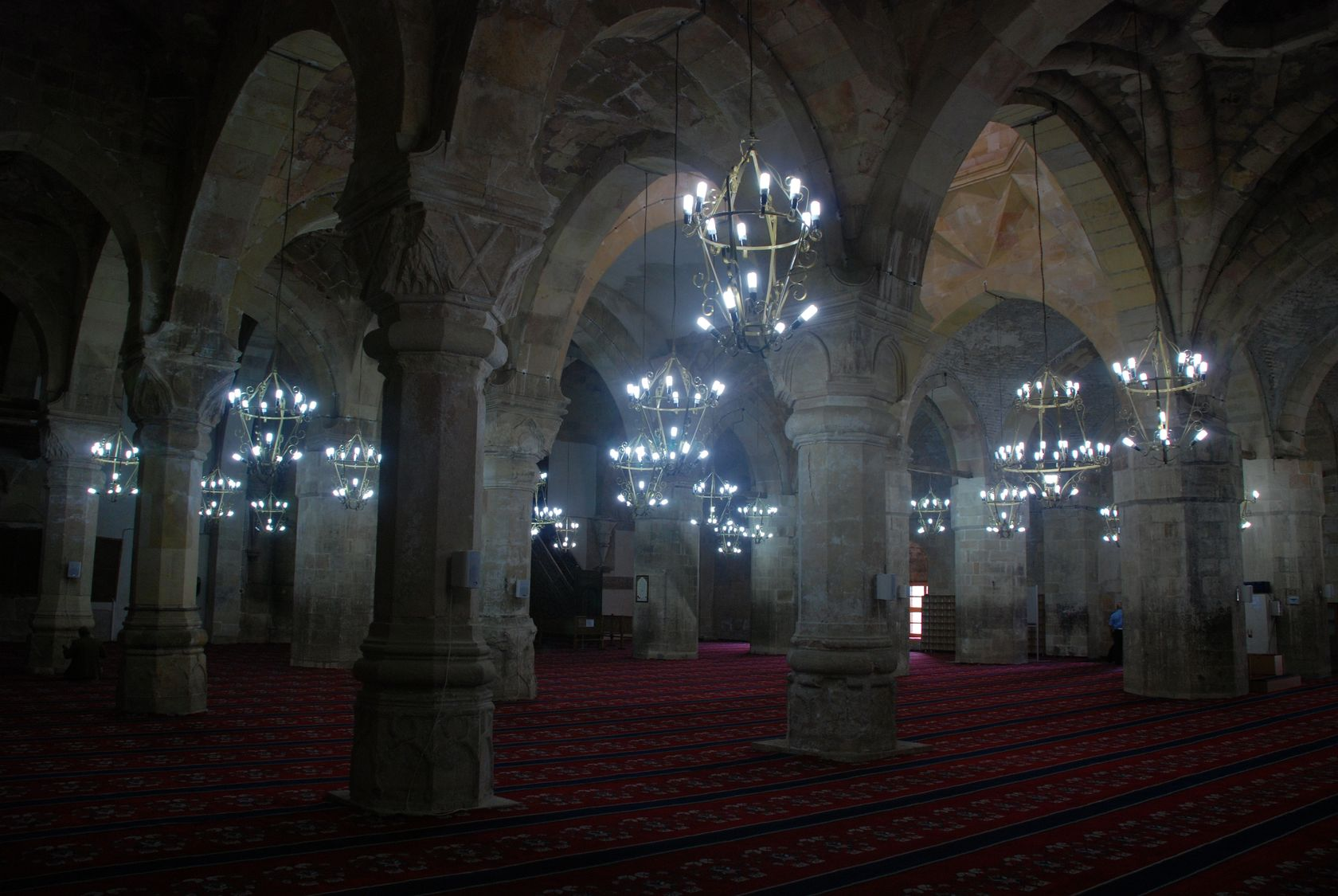
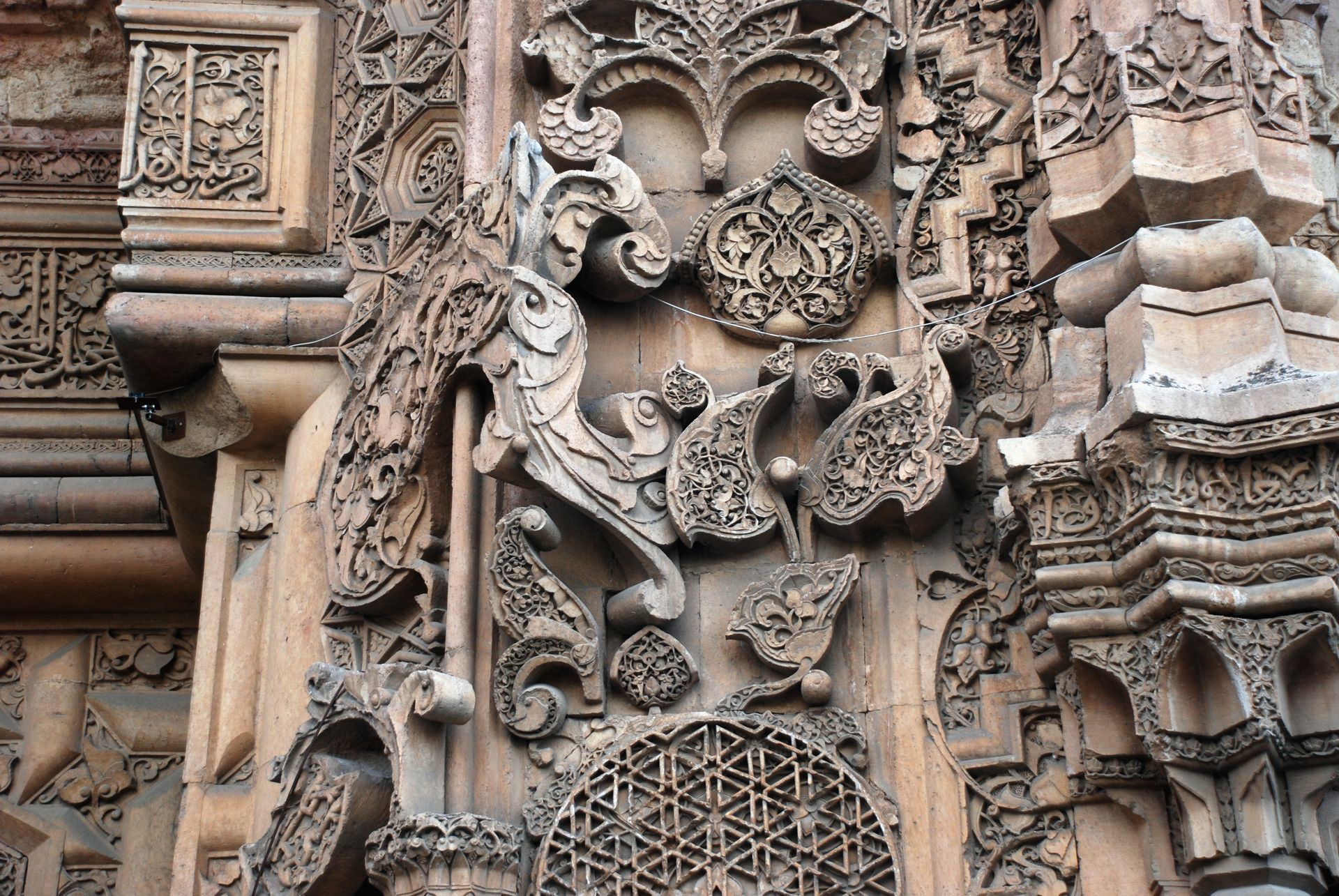
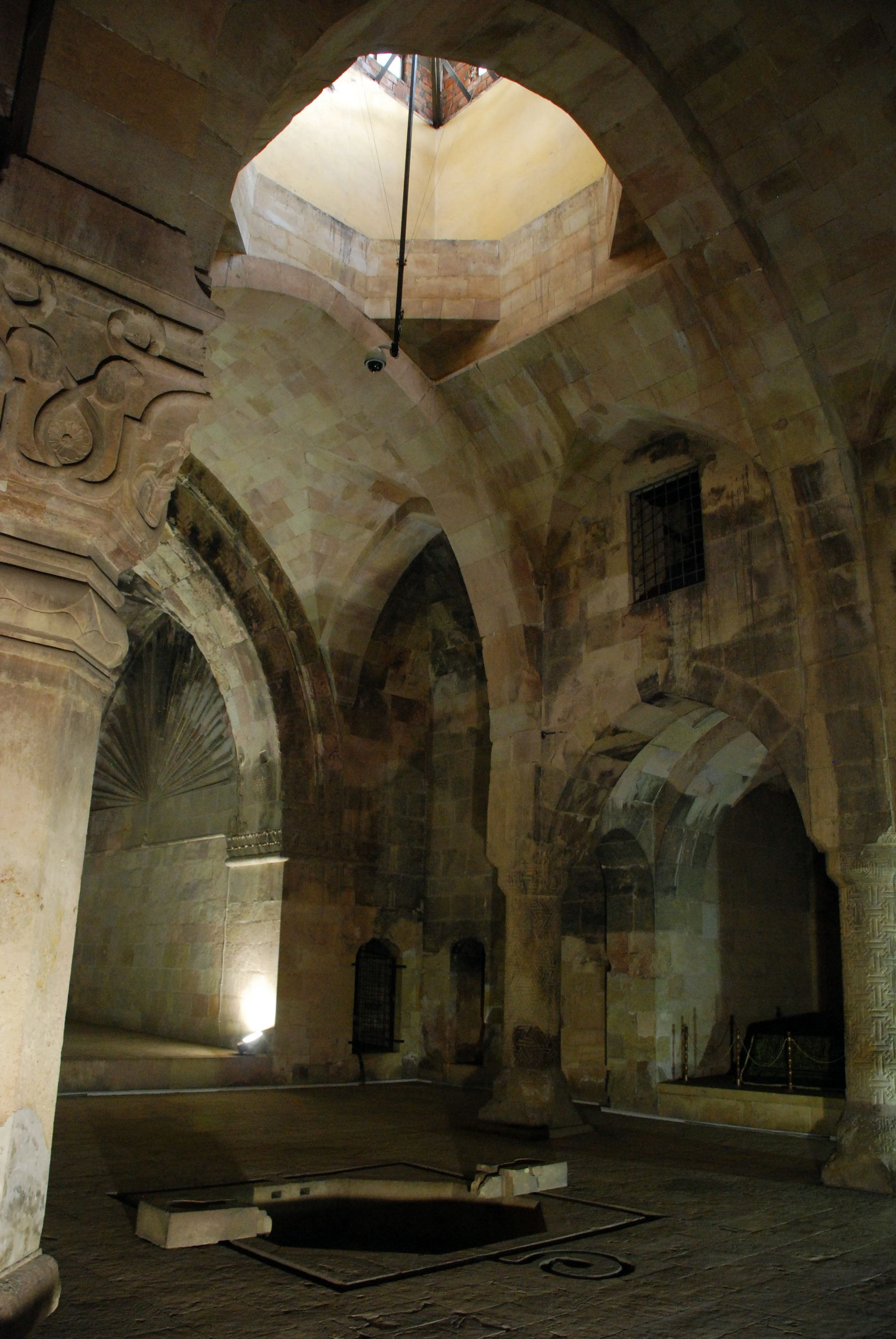
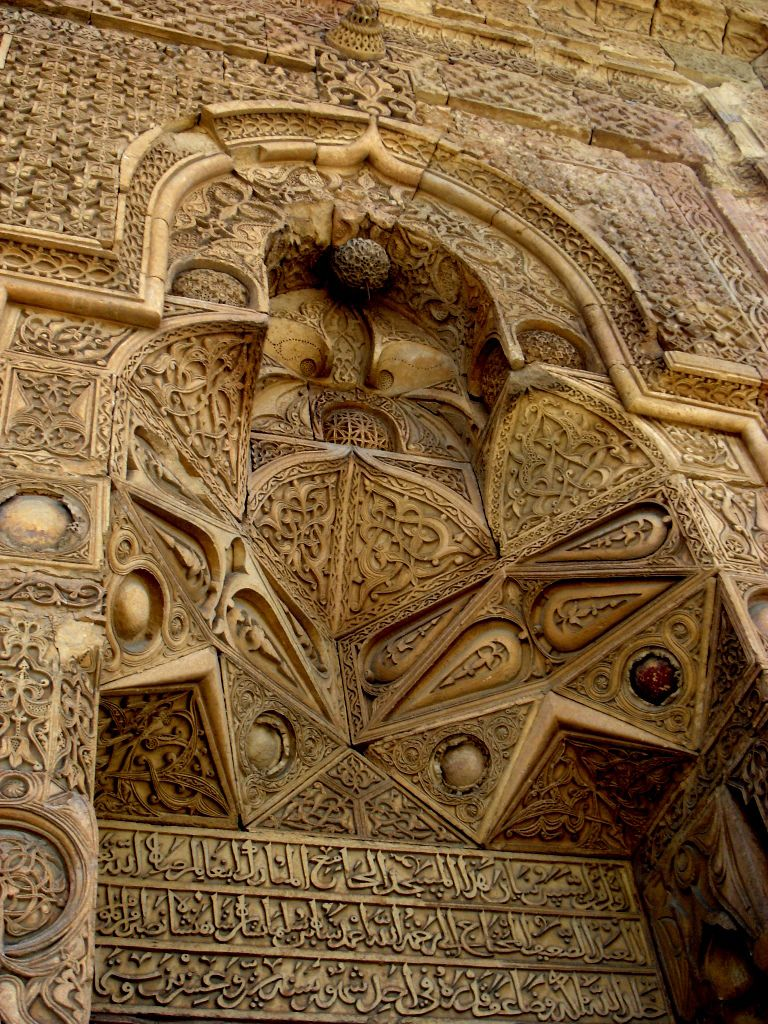
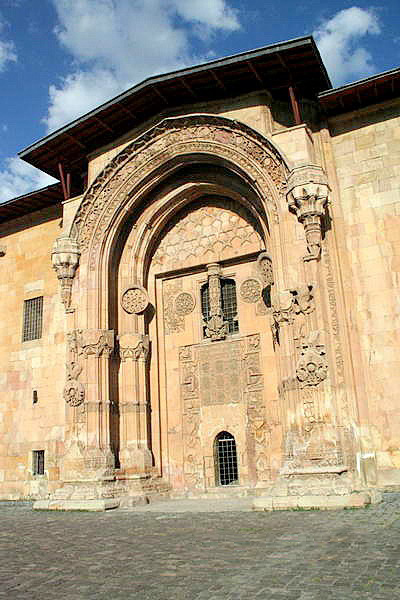
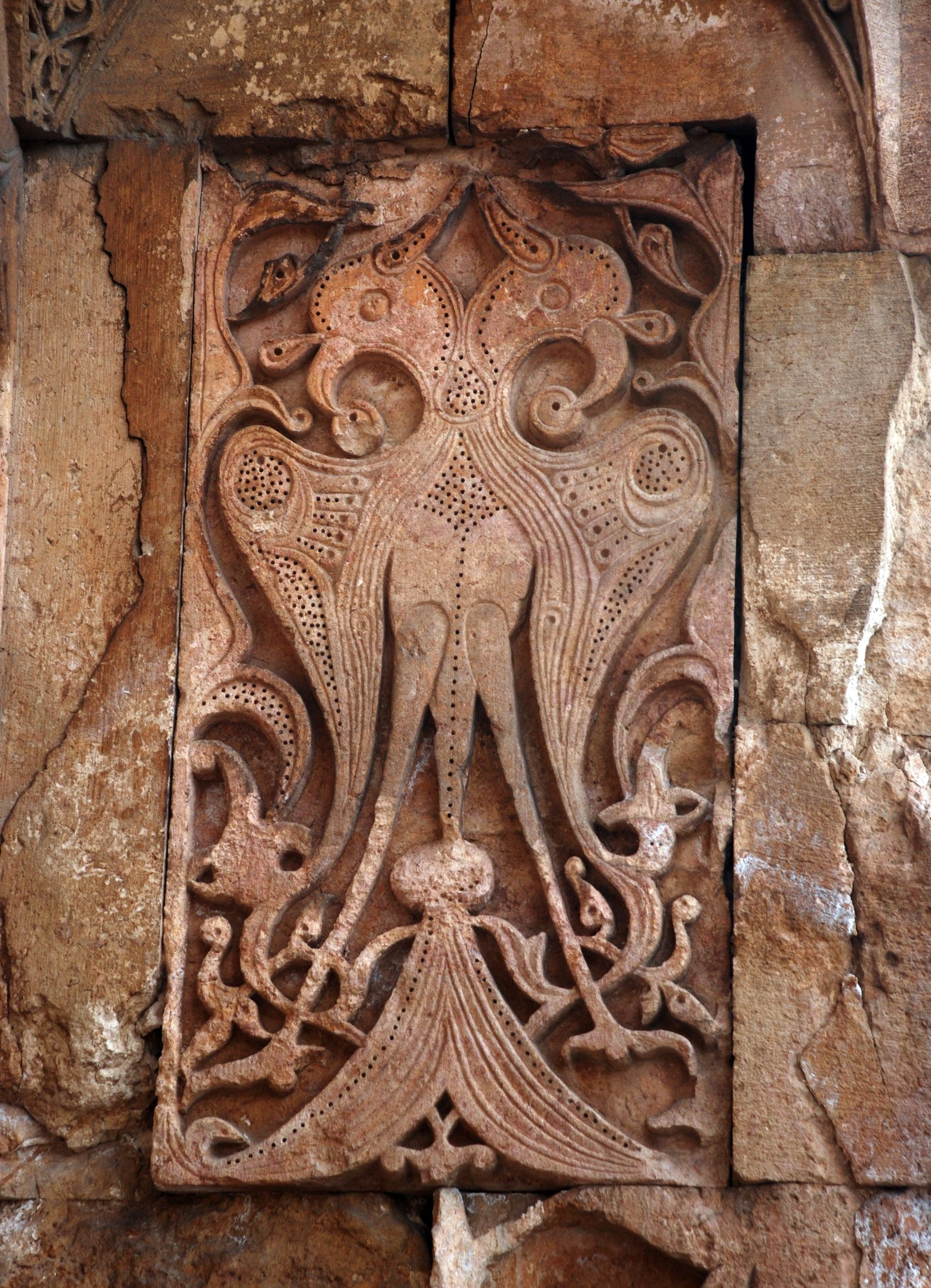
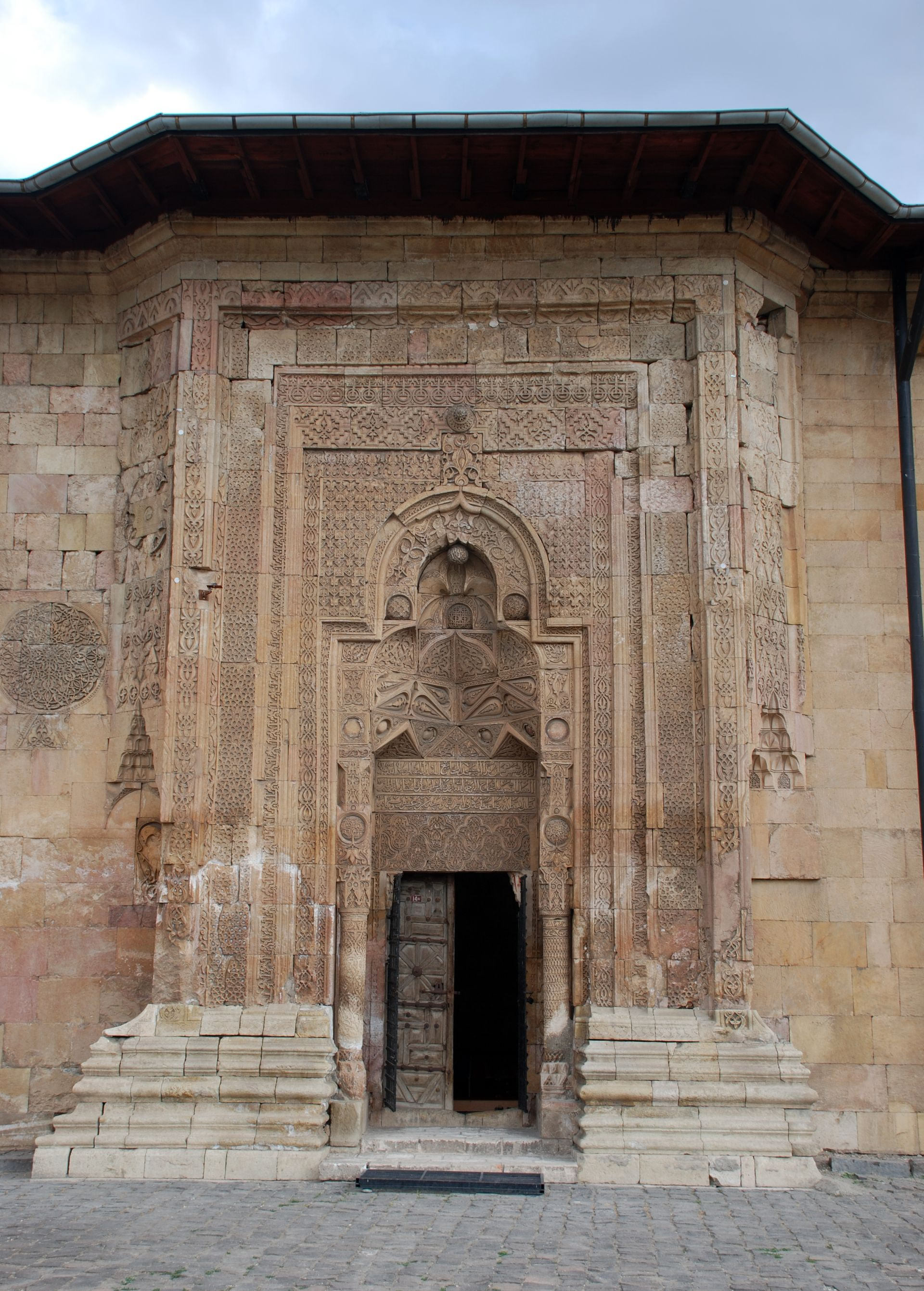
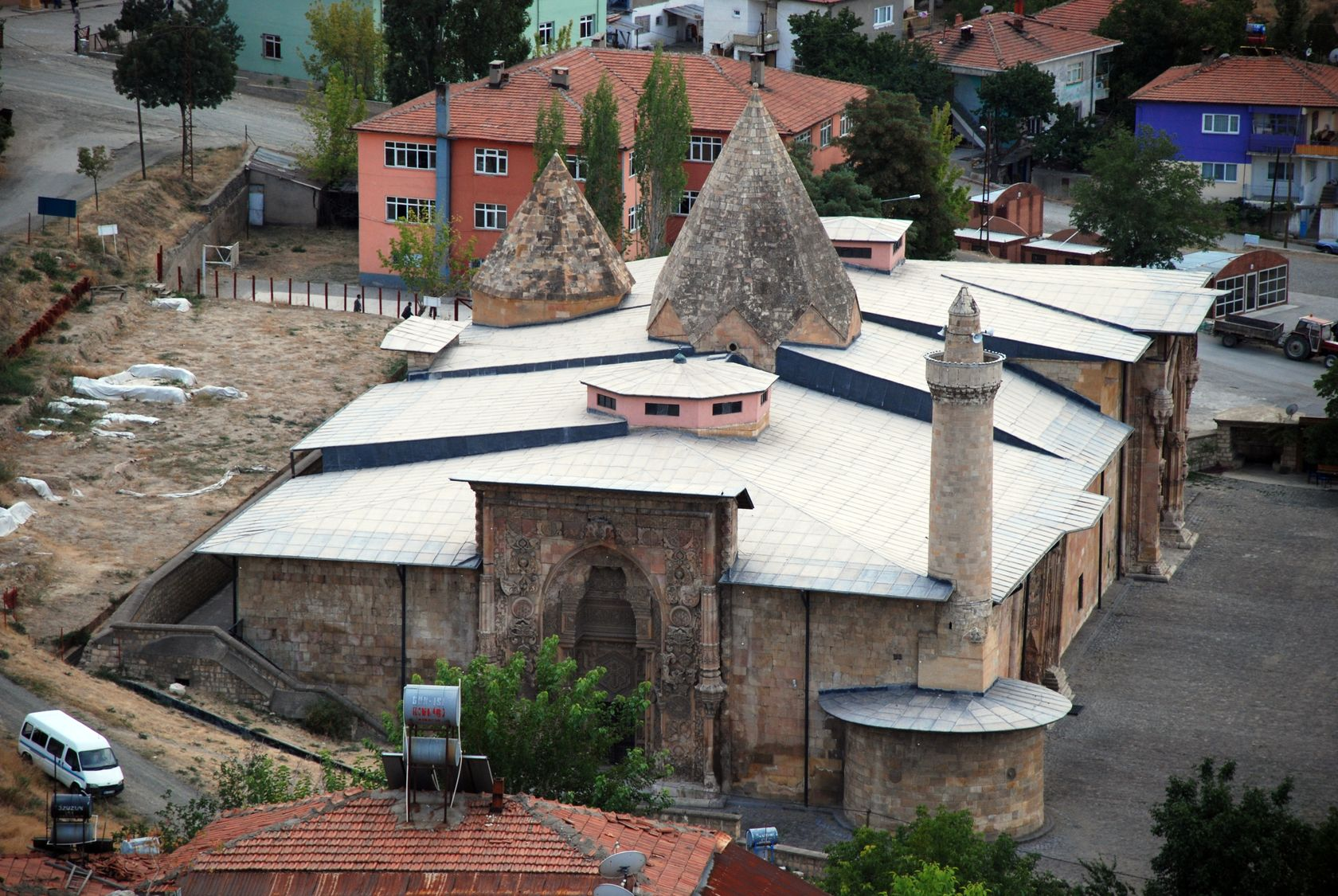
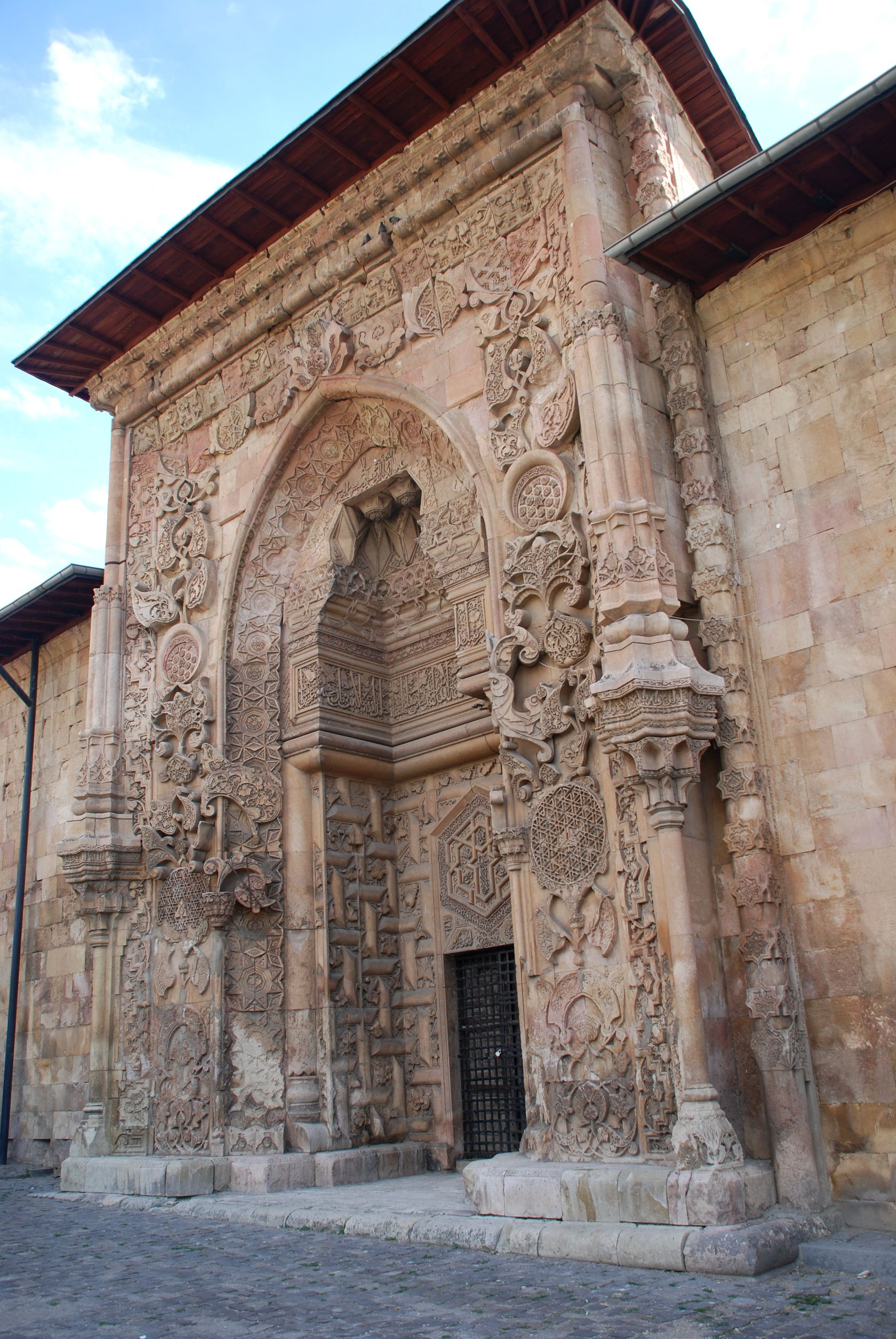

## 世界遺産登録基準
この世界遺産は世界遺産登録基準のうち、以下の条件を満たし、登録された（以下の基準は世界遺産センター公表の登録基準からの翻訳、引用である）。
- (1) 人類の創造的才能を表現する傑作。
- (4) 人類の歴史上重要な時代を例証する建築様式、建築物群、技術の集積または景観の優れた例。